# کمرکولی دم‌سفید
کمرکولی دم‌سفید (نام علمی: Sitta himalayensis) نام یک گونه از تیره کمرکولی است.